# Ефект Google
Google-ефект (також цифрова амнезія)  — схильність людей не запам'ятовувати інформацію, яку можна легко знайти в інтернеті за допомогою пошукових систем. Згідно з першим дослідженням про Google-ефект, люди рідше запам'ятовують те, можна буде швидко "загуглити". Однак дослідження також показало, що ефект ніяк не впливає на розумові здібності людини.
Бетсі Спероу ( Колумбія ), Дженні Лю ( Вісконсин ) та Даніел М. Вегнер ( Гарвард ) вперше описали та дали назву цьому явищу у своїй роботі 2011 року.  Дослідження складалося з декількох частин. На початку випробування учасники мали відповісти на низку простих та складних питань, а потім пройти тест Струпа, в якому були слова з повсякденного вжитку, а також слова пов'язані з технологіями, такі як "екран" або "Google". Учасники витрачали більше часу на роздуми, коли мова йшла про лексику, пов'язану з технологіями. Можна припустити, що вони підсвідомо розраховували знайти відповідь у пошуковій системі. У другій частині експерименту треба було прочитати звичайні твердження. Половині учасників повідомили, що ці твердження будуть збережені і їх можна буде знову відкрити й переглянути; іншій половині сказали спробувати їх запам'ятати. Потім в учасників перевірили, як добре вони запам'ятали ці твердження. Виявилося, що перша половина гірше запам'ятала інформацію, але точно пам'ятала де вона була збережена. Другій групі вдалося краще переказати зміст тверджень.
Термін "цифрова амнезія" був вжитий "Лабораторією Касперського" для опису результатів опитування у 2015 році. "Результати показують, що "Google-ефект", ймовірно, стосується не тільки фактів в інтернеті, а і особистої інформації". У США "Лабораторія Касперського" провела опитування серед 1000 своїх користувачів віком від 16 до 55 років.  Більшість із них не пам’ятали такої важливої інформації, як, наприклад, телефонні номери близьких людей. Це підштовхнуло дослідників до висновку, що люди забувають такі інформацію, через те, що її можна легко знайти за допомогою мобільних телефонів, комп'ютерів, тощо. 
Згідно з дослідженням Лава Р. Варшні, Google-ефект також можна простежити в докторських дисертаціях: на це вказує збільшення кількості цитат з посиланнями. Тобто є тенденція запам'ятовувати те, де можна знайти відповідну інформацію (статті та інші джерела), а не саму інформацію.  Крім того, було описано пов’язане з цим явище, коли інформацію, засвоєну через Інтернет, важче згадати ніж ту, що була вивчена за допомогою енциклопедії. У людей, які згадували дані, прочитані в інтернеті, була зафіксована знижена активність в декількох областях мозку, а саме у двосторонній потиличній звивині, лівій скроневій звивині та двосторонній середній лобовій звивині. У тих, хто користувався енциклопедією, активність цих областей мозку була, відповідно, вищою.
Спероу та інші головним чином стверджували, що схильність людей розраховувати на комп'ютери та інші гаджети є формою трансактивної пам’яті, адже люди вільно обмінюються інформацією, забувають те, що на їх думку можна буде потім знову знайти в мережі або на пристрої, і пам’ятають місцезнаходження інформації краще, ніж саму інформацію. В основі трансактивної пам'яті лежить поняття пам'яті групової. Люди, які проводять одне з одним багато часу, створюють спільний архів знань, завдяки цьому членам групи не обов'язково запам'ятовувати усе, а достатньо лише спитати іншого члена групи. Згідно з гіпотезою Спероу та інших, людина та її комп'ютер стають "взаємопов'язаною системою".

Однак кілька дослідників поставили під сумнів той факт, що Google-ефект є формою трансактивної пам'яті, аргументуючи це тим, що між людиною та комп'ютером не відбувається взаємодії. Тому комп’ютерну мережу та Інтернет не можна вважати розподіленою когнітивною системою. Навпаки, комп’ютери - це лише інструменти, які використовуються для того, щоб задіяти пам’ять або для швидкого пошуку інформації.  

## Дивіться також
- Зовнішня пам’ять (психологія)
- Екзокортекс